# Terreur dans la vallée
Pour plus de détails, voir Fiche technique et Distribution.
Terreur dans la vallée (titre original : Gun Glory) est un film américain de Roy Rowland sorti en 1957.

## Synopsis
Tom Early, ancien tueur devenu joueur professionnel, revient à sa maison après quelques années d'absence. Sur place, il apprend que sa femme est morte et que son fils, qu'il a jadis abandonné, le tient pour responsable de cette disparition. Le jeune garçon accepte tout de même de vivre avec son père dont le caractère est plutôt détestable. S'étant fait une mauvaise réputation aux yeux de la ville, Early est rejeté par la population. Mais lorsqu'un impitoyable rancher menace de faire main basse sur la ville, Early saisit l'occasion pour l'affronter et ainsi se racheter une conduite...

## Fiche technique
- Titre original : Gun Glory
- Réalisation : Roy Rowland
- Scénario : William Ludwig et Ben Maddow (non crédité) d'après le roman de Philip Yordan
- Directeur de la photographie : Harold J. Marzorati
- Montage : Frank Santillo (en)
- Musique : Jeff Alexander
- Costumes : Walter Plunkett
- Production : Nicholas Nayfack
- Genre : Western
- Pays :  États-Unis
- Durée : 89 minutes (1 h 29)
- Date de sortie :
  -  États-Unis : 19 juin 1957 (New York)
  -  France : 23 avril 1958

## Distribution
- Stewart Granger (VF : Gabriel Cattand) : Tom Early
- Rhonda Fleming : Jo
- Chill Wills (VF : Jean Brochard) : le pasteur
- Steve Rowland (VF : Christian Eyssette) : Tom Early Jr.
- James Gregory (VF : Louis Arbessier) : Grimsell
- Jacques Aubuchon (VF : Yves Brainville) : Sam Winscott
- Arch Johnson (VF : Jacques Beauchey) : Gunn
- William Fawcett (VF : Jean Berton) : Martin